# 格倫茨格拉本河 (武爾姆巴赫河支流)
49°02′40″N 10°41′44″E / 49.04449°N 10.69560°E
格倫茨格拉本河是德國的河流，位於該國東南部，由巴伐利亞負責管轄，屬於武爾姆巴赫河的右支流，河道全長0.6公里，流經魏森堡-貢岑豪森縣。